# DRT-DM
DRT-DM (англ. Distributed Real-Time Defect Management) — технология коррекции ошибок, применяемая при перезаписи в пишущих приводах DVD. Используется при работе с RW-дисками c файловой системой UDF 2.00 . Основана на предварительном поиске дефектных областей поверхности диска (считается, что без потери производительности). Забракованные для записи блоки помечаются в файловой системе и далее не используются. Разработана компанией «Pioneer».